# Kim Yo-han
Kim Yo-han (hangul: 김요한; Jungnang-gu, Seúl, 22 de septiembre de 1999), también conocido simplemente como Yohan, es un cantante y actor surcoreano, conocido por haber sido miembro del grupo masculino surcoreano X1, y por ser miembro actual del grupo masculino surcoreano WEi.

## Biografía
Tiene dos hermanas menores llamadas Kim Bo-bae y Kim Bo-eun.
Estudió en el Seoul Physical Education High School donde se especializó en Taekwondo. Fue un atleta nacional de taekwondo y dos veces campeón en el Festival Nacional de Deportes Juveniles.
Es muy reconocido después de filmar la serie "Un amor tan hermoso"

## Carrera
Es miembro de la agencia OUI Entertainment (위 엔터테인먼트).

### Música
El 27 de agosto de 2019 debutó como uno de los miembros del grupo X1, junto a Han Seung-woo, Cho Seung-youn, Kim Woo-seok, Lee Han-gyul, Cha Jun-ho, Son Dong-pyo, Kang Min-hee, Lee Eun-sang, Song Hyeong-jun y Nam Do-hyon. Aunque inicialmente el grupo estaría junto por cinco años, después de que se revelara que se había dado manipulación de votos durante el programa Produce X 101 para decidir a los ganadores, las agencias individuales de cada uno de los miembros decidieron sacar a sus elementos, por lo que el grupo se disolvió el 6 de enero de 2020. Durante este tiempo las actividades del grupo fueron manejadas por la agencia Swing Entertainment (스윙 엔터테인먼트).
El 25 de agosto de 2020 realizó su debut en solitario con el sencillo digital "No More".
El 5 de octubre del mismo año debutó como miembro del grupo WEi (위아이) junto a Jang Dae-hyeon, Kim Dong-han, Yoo Yong-ha, Kang Seok-hwa y Kim Jun-seo.
El 10 de enero de 2022 sacó su primer miniálbum "Illusion".

### Televisión
El 3 de mayo de 2019 se unió al programa Produce X 101 donde concursó quedando en el primer puesto con 1,334,011 votos quedando dentro del grupo "X1".
El 28 de diciembre de 2020 se unió al elenco principal de la serie web A Love So Beautiful donde interpretó al estudiante Cha Heon, un joven frío y torpe, pero de buen corazón, hasta el final de la serie el 28 de febrero de 2021.
En noviembre de 2021 se unió al elenco principal de la serie School 2021 (previamente conocida como "School 2020") donde da vida a Gong Ki-joon, un joven estudiante que luego de verse obligado a retirarse del taekwondo debido a una lesión no está seguro sobre qué es lo que debe de hacer.

## Filmografía

### Series de televisión
| Año     | Título              | Personaje                    | Notas                         | Ref.                 |
| ------- | ------------------- | ---------------------------- | ----------------------------- | -------------------- |
| 2009    | Queen Seondeok      | Niño                         |                               |                      |
| 2020    | Zombie Detective    | Modelo de crema para la piel | Ep. 1 - (aparición invitada)  |                      |
| 2020-21 | A Love So Beautiful | Cha Heon                     | 24 episodios                  |                      |
| 2021    | Mouse               | Paciente de Trasplante       | Ep. 20 - (aparición invitada) |                      |
| 2021-22 | School 2021         | Gong Ki-joon                 | 16 episodios                  |                      |
| 2025    | La jugada ganadora  | Yun Seong-jun                |                               | [ 10 ] [ 11 ] [ 12 ] |

### Programas de variedades
| Año         | Programa                              | Notas                                                           |
| ----------- | ------------------------------------- | --------------------------------------------------------------- |
| 2021        | King of Mask Singer                   | (ep. #311-312) - panelista invitado - junto a Jang Dae-hyeon    |
| 2021        | The Manager                           | (ep. #154)                                                      |
| 2021        | The Genuine Luxury                    | junto a Kim Jun-seo                                             |
| 2021        | Chick High Kick                       | miembro del panel                                               |
| 2021        | Video Star                            | (ep. #245)                                                      |
| 2021        | Omniscient Interfering View           | (ep. #154-155) - invitado                                       |
| 2021        | Mafia Dance                           | (ep. #15) - invitados - junto a WEi                             |
| 2021        | Fact iN Star Season 2                 | (ep. #5-6) - junto a WEi                                        |
| 2021        | Dogs are Incredible                   | (ep. #59) - invitado                                            |
| 2020, 2021  | Weekly Idol                           | (ep. #481, 503) - invitados - junto a WEi                       |
| 2020 - 2021 | The People of Trot                    | miembro - subgerente - junto a Kim Dong-han                     |
| 2020        | South Korean Foreigners               | (ep. #117)                                                      |
| 2020        | Megastar:D                            | (ep. #2) - junto a WEi                                          |
| 2020        | Idol League: Season 3                 | (ep. #20) - junto a WEi                                         |
| 2020        | Back to the Idol                      | (ep. #5) - junto a WEi                                          |
| 2020        | ZZIN Kyung Kyu                        | (ep. #24)                                                       |
| 2020        | Idol House                            | (ep. #8) - junto a WEi                                          |
| 2020        | We K-Pop Friends                      | (ep. #3-4)                                                      |
| 2020        | Idol Challenge: Another Class         | (ep. #8) - junto a WEi                                          |
| 2020        | Cash Back                             | (ep. #1-2)                                                      |
| 2020        | Yoo Hee Yeol's Sketchbook             | (ep. #506)                                                      |
| 2020        | Radio Star                            | (ep. #683)                                                      |
| 2020        | Stars' Top Recipe at Fun-Staurant     | (ep. #37-39) - junto a Kim Soo-chan                             |
| 2020        | Eating Out                            | (ep. #2)                                                        |
| 2020        | Idol Dabang: Season 3 (Idol Cafe)     | (ep. #7) - junto a Jang Dae-hyeon y Kim Dong-han                |
| 2020        | Idol Ability Market (Art Pawn Shop)   | (ep. #10) - junto a WEi                                         |
| 2020        | War of Music People (War of Villains) | miembro                                                         |
| 2020        | K-Bob Star                            | (ep. #12) - junto a WEi                                         |
| 2020        | Oh! My Part, You                      | (ep. #1-2) - panelista invitado                                 |
| 2020        | Secret Friend of Idols                | (ep. #36) - junto a WEi                                         |
| 2020        | Transonglation                        | (ep. #37) - junto a WEi                                         |
| 2020        | Naturally                             | (ep. #34-35) - junto a Jang Dae-hyeon                           |
| 2020        | Q&A Machine                           | (ep. #32) - junto a WEi                                         |
| 2019        | We K-POP                              | (ep. #11-13) - junto a X1                                       |
| 2019        | Run.wav                               | (ep. #17) junto a X1                                            |
| 2019        | Prison Life of Fools                  | (ep. #25) - invitado - junto a Kim Woo-seok y Song Hyeong-jun   |
| 2019        | Idol Room                             | (ep. #67) - invitados - junto a X1                              |
| 2019        | Let's Eat Dinner Together             | (ep. #143) - invitados - junto a Kim Woo-seok                   |
| 2019        | TMI News                              | (ep. #13) - invitados - junto a Han Seung-woo, Dongpyo y Dohyon |
| 2019        | Produce X 101                         | 12 episodios - concursante                                      |

### Presentador
| Año         | Título                           | Notas                                    |
| ----------- | -------------------------------- | ---------------------------------------- |
| 2021 - 2022 | The Show                         | co-presentador - junto a Yeosang y Jihan |
| 2020        | 26th Dream Concert - "CONNECT:D" |                                          |

### Eventos
| Año  | Título                                    | Notas                          |
| ---- | ----------------------------------------- | ------------------------------ |
| 2020 | 2020 Idol eSports Athletics Championships | participante "KartRider Rush+" |

### Reality shows
| Año             | Título                              | Notas                                                              |
| --------------- | ----------------------------------- | ------------------------------------------------------------------ |
| 2020 - presente | iMERA                               | junto a WEi                                                        |
| 2021            | WEi SSAP-DANCE                      | 7 episodios - junto a WEi                                          |
| 2021            | OUI Go Up 2 : First Sight           | 10 episodios - junto a WEi                                         |
| 2020            | We Are Friends : Suspicious Hocancy |                                                                    |
| 2020            | OUI Are Friends                     | 8 episodios - junto a Jang Dae-hyeon, Kim Dong-han y Kang Seok-hwa |
| 2020            | OUI Go Up                           | 13 episodios - junto a WEi                                         |
| 2019            | ARCHIVE X                           | miembro - junto a X1                                               |
| 2019            | X1 Flash                            | miembro - junto a X1                                               |
| 2019            | X"                                  | miembro - junto a X1                                               |

### Programas de radio
| Año  | Programa                           | Cadena       | Notas                                                 |
| ---- | ---------------------------------- | ------------ | ----------------------------------------------------- |
| 2021 | Kim Shin Young's Noon Song of Hope | MBC FM4U     | junto a Jang Dae-hyeon junto a Jang Dae-hyeon y J.DON |
| 2021 | Volume Up                          | KBS Cool FM  | 2 episodios                                           |
| 2021 | Park So Hyun’s Love Game           | SBS Power FM | 2 episodios - junto a Kim Dong-han                    |
| 2021 | Kim Young Chul’s PowerFM           | SBS Power FM |                                                       |
| 2020 | Listen                             | EBS          | junto a Kim Jun-seo                                   |

### Revistas / sesiones fotográficas
| Año  | Título      | Notas                                        |
| ---- | ----------- | -------------------------------------------- |
| 2021 | DAZED Korea | (publicación de junio)                       |
| 2021 | DeLing      | (publicación de abril)                       |
| 2021 | W Korea     | (publicación de abril) - junto a Kim Jun-seo |
| 2020 | DAZED Korea |                                              |

### Anuncios
| Año  | Título                 | Notas        |
| ---- | ---------------------- | ------------ |
| 2021 | Mark González          |              |
| 2021 | Smart x School Uniform |              |
| 2021 | The North Face         |              |
| 2020 | Oppa Dak Chiken        | (comida)     |
| 2020 | Pizza Etang            | (comida)     |
| 2020 | TONY MOLY              | (cosméticos) |
| 2020 | 3JEdu CF               |              |

## Discografía

### Sencillos y álbumes
| Año                      | Intérprete                          | Canción             | Álbum    | Notas |
| ------------------------ | ----------------------------------- | ------------------- | -------- | ----- |
| 25 de septiembre de 2020 | Kim Yo-han & Bae Jin-young          | "I Believe"         | -        |       |
| 25 de agosto de 2020     | Kim Yo-han                          | "No More"           | -        |       |
| 15 de septiembre de 2021 | Chuu, Kim Yo-han ft. Eric Bellinger | "World is One 2021" | -        |       |
| 10 de enero de 2022      | Kim Yo-han                          | "DESSERT"           | Illusion |       |

### Otros lanzamientos
| Año  | Intérprete(s) | Canción                  | Álbum                        | Notas |
| ---- | ------------- | ------------------------ | ---------------------------- | ----- |
| 2021 | Kim Yo-han    | "Recently" (요즘 자꾸만) | OST de "A Love So Beautiful" |       |

### Composición de canciones
Todos los créditos de las canciones se han adaptado en base a los datos de la Asociación de derechos de autor de la música de Corea.
| Año  | Intérprete(s) | Canción          | Álbum                 | Notas                                             |
| ---- | ------------- | ---------------- | --------------------- | ------------------------------------------------- |
| 2022 | Kim Yo-han    | "DESSERT"        | Illusion              | junto a STAINBOYS y NU'MAKER                      |
| 2022 | Kim Yo-han    | "SELFISH"        | Illusion              | junto a Royal Dive                                |
| 2022 | Kim Yo-han    | "Landing On You" | Illusion              | junto a OUOW                                      |
| 2021 | WEi           | "Ocean"          | Identity: Action      | junto a MosPick, Jang Dae-hyeon y Yoo Yong-ha     |
| 2021 | WEi           | "Bye Bye Bye"    | Identity: Action      | junto a MosPick, Jang Dae-hyeon y Yoo Yong-ha     |
| 2020 | WEi           | "Doremifa"       | Identity: First Sight | junto a Jo Yuri (de Jam Factory) y Jang Dae-hyeon |
| 2020 | Kim Yo-han    | "No More"        | -                     | junto a Zion.T y TAEO                             |

### X1

#### Mini Álbum
| Fecha de lanzamiento | Datos                           | Lista de canciones | Notas                                        |
| -------------------- | ------------------------------- | --- | -------------------------------------------- |
| 27 de agosto de 2019 | Título: Emergency: QUANTUM LEAP | 1. Sand Up (Intro) 2. FLASH 3. 웃을 때 제일 예뻐 (Like Always) 4. 괜찮아요 (I'm Here For You) 5. U GOT IT (X1 ver.) 6. 움직여 (MOVE) 7. _지마 (X1-MA) | - (versión X1) (versión X1, solamente en CD) |

### WEi
| Fecha de lanzamiento | Datos                                      | Lista de canciones                                                                            | Notas |
| -------------------- | ------------------------------------------ | --------------------------------------------------------------------------------------------- | ----- |
| 5 de octubre de 2020 | Miniálbum. Título: Identity: First Sight   | TWILIGHT DOREMIFA Hug You TIMELESS Fuze (prod.by JANG DAE HYEON)                              |       |
|                      | Miniálbum. Título: Identity: Challenge     | All Or Nothing (prod.by JANG DAE HYEON) Diffuser Breathing Dancing In The Dark Winter, flower |       |
|                      | OST.                                       | Comeback home                                                                                 |       |
|                      | Miniálbum. Título: Identity: Action        | BYE BYE BYE Ocean Waitin' White Light RUi                                                     |       |
|                      | Sencillo.                                  | Starry Night                                                                                  |       |
| 16 de marzo de 2022  | Miniálbum. Título: Love Pt.1: First Love   | Too Bad BLOSSOM Super Bumpy Know ya Bad night Bouquet                                         |       |
| 8 de agosto de 2022  | Miniálbum. Debut japonés. Título: Maldives | Maldives BYE BYE BYE - Japanese ver. RUi - Japanese ver.                                      |       |